# 穹美洲鱥
穹美洲鱥（學名：Notropis uranoscopus），為輻鰭魚綱鯉形目雅羅魚科的其中一種，分布於北美洲美國阿拉巴馬州達拉斯郡和威爾科克斯郡的卡哈巴河、烏帕皮河和阿拉巴馬河流域，本魚呈長橢圓形且側扁，眼大、口近下位，體長可達7.1公分，棲息礫石底質、水流快速的溪流，生活習性不明。